# Althea & Donna
Althea & Donna là một bộ đôi giọng hát reggae Jamaica, bao gồm Althea Rose Forrest và Donna Marie Reid. Họ được biết đến với đĩa đơn " Uptown Top Ranking " năm 1977, là một hit số một tại Vương quốc Anh vào năm 1978.

## Sự nghiệp
Các ca sĩ tuổi teen người Jamaica Althea Forrest và Donna Reid - khi đó lần lượt 17 và 18 tuổi - đã gây bất ngờ cho bảng xếp hạng khi bài hát reggae "Uptown Top Ranking" của họ trở thành số 1 của Anh vào tháng 2 năm 1978. Họ đã phát hành album cùng tên vào năm 1978, trong đó chúng được sản xuất bởi Karl Pitterson và được hỗ trợ bởi The Revolutionaries, trên Front Line, công ty con của Virgin Records, và nhiều đĩa đơn khác, nhưng không bao giờ gặp bất kỳ thành công rõ ràng nào sau đó. Năm 2001, Caroline Records đã phát hành lại "Uptown Top Ranking" đầy đủ.

## Danh sách đĩa hát

### Đĩa đơn
- " Uptown Top Ranking " (1977) Lightning / Joe Gibbs / Warners, (1978) Virgin (Số 1 ở Anh) [3]
- "Bài hát chó con" (1978) Tiền tuyến
- "Đi đến Negril" (1978) Tiền tuyến
- "Top Rankin" (1995) Âm nhạc thị trấn băng

### Album
- Uptown Top Ranking (1978) Virgin/Front Line [4]